# Municipio de Nahuatzen
El municipio de Nahuatzen es uno de los 113 municipios del estado mexicano de Michoacán, ubicado en México y con 27 174 habitantes. Su cabecera es la localidad de Nahuatzen.

## Escudo
|  | El escudo Nahuatzen está blasonado así: El escudo de Nahuatzen se puede admirar en la cantera de la torre de la iglesia, construida en 1550. Significado de los colores: El rojo simboliza la unión. El plata hace referencia a la diosa de la Luna. El amarillo hace referencia al rey del Sol. El azul indica la cantidad de agua que existía por aquellos lugares. Significado de las figuras: El maíz, símbolo de que los purépechas vienen del maíz. Las águilas, ave de rapiña representativa de la región desde tiempos ancestrales y que aún se le puede encontrar en los cerros aledaños. El jabalí, localizado en el marco del escudo, cuya cantidad habría sido muy alta. Hoy en día aún habitan los montes aledaños. |

## Toponimia
Nahuatzen significa ‘lugar donde hiela’. Se considera que los chichimecas fundaron el pueblo con el nombre de Yahuani.

## Historia
La fundación de Nahuatzen se llevó a cabo a mediados del siglo XVI por gentes de Xaracatan (nombrado por los españoles San Juan Zaracatán), situado a unos tres kilómetros y medio al sureste del actual pueblo de Nahuatzen.
Según la tradición, una parte de los fundadores de Nahuatzen vino de un pueblo llamado «El Cortijo» ya que Nahuatzen les gustó para descansar. «El Cortijo», estaba junto a una laguna que tenía muy poca agua, por lo que sus habitantes decidieron abandonarlo. Luego se les unieron otros pequeños pueblos, entre ellos San Miguel, Xaracatan y El Rincón que, junto a otros, convinieron la creación de un solo pueblo.
Aguirre Beltrán, escribe lo siguiente sobre su fundación: «Nahuatzen, no parece haber sido un pueblo tarasco, sino una inclusión "Teca" establecida en el corazón serrano. Su iglesia conserva todavía la fecha 1550, en que al parecer fue construida por los franciscanos y dedicada a San Luis Rey de Francia. Esta fecha señala, además de la fundación de la iglesia, la del pueblo, cuyo antiguo asentamiento, según se dice, estaba a tres kilómetros y medio al sur, en el lugar llamado Xaracatan».
Durante todo el siglo XVIII, «Nahuatzen» siguió siendo sujeto de Sevina, aunque al parecer había adquirido cierta importancia.
En 1822 pertenecía a la Tenencia de Paracho y contaba con 1451 habitantes, que se dedicaban a curtir pieles (curtidores), al oficio de zapateros, a la producción de frutas y a la explotación maderera.
Por la "Ley territorial del 10 de diciembre de 1831", se constituyó en municipio y el 25 de marzo de 1836, por decreto del Congreso del Estado, se le segregó la tenencia de Comachuén, que pasó a la jurisdicción de Tingambato.

## Geografía
Se localiza al noroeste del Estado, en las coordenadas 19°39′ de latitud norte y 101°55′ de longitud oeste, a una altitud de 2420 metros sobre el nivel del mar. Limita al norte con Zacapu, al noroeste con Cherán, al este con el municipio de Erongarícuaro, al sur con Tingambato y con el municipio de Uruapan, y al oeste con el municipio de Paracho. Su distancia a  Morelia, la capital del estado, es de 105 km. Tiene 304,48 km² y representa un 0.52 % del total del estado.

### Orografía
Su relieve forma parte del Eje Neovolcánico, en el que se desataca la sierra de Nahuatzen; y los Cerros del Pilón, las Flores, el Juanillo y Los Cuates.

### Hidrografía
Su hidrografía está constituida por manantiales El Pilón y otros de agua fría.

### Clima
Su clima es templado con lluvias en verano, tiene una precipitación pluvial de 861.5 mm y temperaturas que oscilan de 2.3 a 20.4 °C.

### Principales ecosistemas
En el municipio dominan los bosques como el de coníferas, con pino, oyamel y junípero; y el bosque mixto, con pino, encino, cedro y aile.
Su fauna se conforma por cacomixtle, coyote, gato montés, liebre, ardilla, zorrillo, codorniz, chachalaca, torcaz, pato y venado.

### Recursos naturales
Su principal recurso es el forestal. Se explota principalmente el pino para la elaboración de muebles, patas de las sillas, mesas y cabeceras entre otros.

### Características y uso de suelo
Los suelos del municipio datan de los periodos Cenozoico y Eoceno; corresponden principalmente a los tipos de pradera, de montaña y podzólico. Su uso es principalmente forestal y en menor proporción agrícola y ganadera.

## Demografía
De acuerdo a los resultados del Censo de Población y Vivienda de 2020 llevado a cabo por el Instituto Nacional de Estadística y Geografía, la población total de Nahuatzen asciende a 32 598 personas, de las que 15 962 son hombres y 16 636 son mujeres.

### Localidades
En el censo de 2020 el municipio de Nahuatzen contaba con 15 localidades.
| Código INEGI    | Localidad       | Población (2020) |
| --------------- | --------------- | ---------------- |
| 160560001       | Nahuatzen       | 11 799           |
| 160560003       | Comachuén       | 6 213            |
| 160560009       | Turícuaro       | 4 094            |
| 160560008       | Sevina          | 4 020            |
| 160560002       | Arantepacua     | 3 505            |
| 160560005       | La Mojonera     | 1 507            |
| 160560007       | San Isidro      | 856              |
| 160560006       | El Pino         | 368              |
| 160560004       | Emiliano Zapata | 90               |
| 160560010       | El Padre        | 58               |
| 160560026       | San Juan        | 36               |
| 160560031       | San Miguel      | 17               |
| 160560015       | La Mesita       | 8                |
| 160560029       | La Curva        | 7                |
| Total municipal | Total municipal | 32 598           |

## Política
Varias situaciones de tensión política se han dado en el municipio de Nahuatzen entre el sistema de partidos y el sistema de usos y costumbres indígenas. El autogobierno indígena en Nahuatzen, bajo el sistema de usos y costumbres, fue reconocido por el Tribunal Electoral del Estado de Michoacán (TEEM) en 2017. Desde 2015 se inició un proceso de libre determinación indígena en Nahuatzen mediante el Consejo Ciudadano Indígena de Nahuatzen (CCIN), procesos equivalentes son también presentes en Comachuén, Turícuaro, Sevina y Arantepacua. 
A pesar del reconocimiento legal por el TEEM, los partidos no querían perder el poder ante el autogobierno indígena e iniciaron varias acciones violentas contra el consejo como el intento de quema, con los consejeros dentro, de la casa comunal o la acusación, luego probada falsa, de sabotaje que desembocó en la detención de tres miembros del consejo que permanecieron 3 años en la cárcel, como presos políticos, antes de su liberación en 2022.

## Cultura
Las fiestas en el municipio son los siguientes:
- 25 de agosto, fiesta del patrón del pueblo: «San Luis Rey» en donde participa la Danza de los Moros, la Danza de Los Soldaditos, marichas y concursos de textiles y artesanías de madera, sin faltar sus tradicionales jaripeos.

- Domingo después del jueves de corpus, Corpus Christi y los 5 cargos.
- 15 de agosto, la Virgen de la Asunción o del Cortijo (Las marichas).
- 18 de agosto, Santa Elena de la Cruz (Danza de los moros)
- Fiesta en honor al Santo Cristo de Esquipulas, celebrada en febrero.